# 이동훈 (발레 무용수)
이동훈(1986년 5월 4일 ~ )은 국립발레단에서 활동 중인 대한민국의 발레 무용수이다.

## 소개
중학교 1학년 시절에 브레이크 댄스로 춤을 접하기 시작하였으며 중학교 3학년 때부터 발레를 시작하게 되었다. 이후 경기고등학교를 거쳐 세종대학교 무용학과에 진학했고 국립발레단에는 2008년에 특채로 입단하였다. 현재 미국 오클라호마 주 털사(Tulsa Ballet Theater, 2007년) 발레단 소속이다.

## 수상
- 2005년 서울국제무용콩쿠르 동상
- 2006년 전국신인무용콩쿠르 차석상
- 2006년 아라베스크국제발레콩쿠르 동상
- 2007년 코리아국제발레콩쿠르 은상
- 2007년 동아무용콩쿠르 발레 일반부 금상
- 2008년 바르나국제발레콩쿠르 세미파이널리스트
- 2009년 모스크바국제발레콩쿠르 은상
- 2010년 한국발레협회상 당쉬르노브르상
- 2010년 한국춤평론가상 춤연기상

## 작품
- 《호두까기 인형》 ... 왕자 역
- 《신데렐라》 ... 왕자 역
- 《차이콥스키》 ... 블랙 차이콥스키 역
- 《왕자 호동》 ... 호동 역
- 《백조의 호수》 ... 지그프리트 왕자 역
- 《젊은이와 죽음》 ... 젊은이 역
- 《지젤》 ... 패전트, 알브레히트 역
- 《로미오와 줄리엣》 ... 로미오 역
- 《스파르타쿠스》 ... 스파르타쿠스 역